# Movimento per l'Evoluzione Sociale dell'Africa Nera
Il Movimento per l'Evoluzione Sociale dell'Africa Nera (in francese Mouvement pour l'évolution sociale de l'Afrique noire - MESAN) è stato un partito politico attivo nella Repubblica Centrafricana dal 1949 al 1979.
La formazione si ispirava ideologicamente al nazionalismo africano ed è stato l'unico partito del Paese dal 1960 al 1979.
Sono stati espressione del MESAN David Dacko, Presidente della Repubblica Centrafricana dal 1960 al 1966 e dal 1979 al 1981, e Jean-Bedel Bokassa, Presidente dal 1966 al 1976 e imperatore dell'Impero Centrafricano dal 1976 al 1979.
Nel 1979, su iniziativa di Dacko, il MESAN si è trasformato in un nuovo soggetto politico, l'Unione Democratica Centrafricana.